# جشنواره فیلم کن ۱۹۷۹
سی و دومین دوره جشنواره فیلم کن بین روزهای ۱۰ تا ۲۴ مه ۱۹۷۹ برگزار شد. فرانسیس فورد کوپولا برای دومین بار به‌طور مشترک نخل طلا را برد. سالی فیلد برای نورما ری برنده بهترین بازیگر نقش اول زن، و جک لمون برای سندرم چین برنده بهترین بازیگر مرد شدند.

## هیئت داوران
- فرانسواز ساگان
- سرجو آمیدی
- Rodolphe-Maurice Arlaud
- لوئیس گارسیا برلانگا
- Maurice Bessy
- پل کلودون
- ژول داسن
- Zsolt Kézdi-Kovács
- سوزانا یورک

## مسابقه
فیلم‌های زیر برای بخش مسابقه انتخاب شده‌اند :
- اینک آخرالزمان - فرانسیس فورد کوپولا
- شکنجه - آندری وایدا
- Caro papà - دینو ریسی
- سندرم چین - جیمز بریجز
- روزهای بهشت - ترنس مالیک
- طبل حلبی - فولکر شلوندورف
- The Europeans - جیمز آیووری
- L'ingorgo - Una storia impossibile - لوئیجی کومنچینی
- خواهران برونته - آندره تشینه
- Los sobrevivientes - توماس گوتییرز آلئا
- Magyar rapszódia - میکلوش یانچو
- حرفه درخشان من - گیلیان آرمسترانگ
- نورما ری - مارتین ریت
- سیبریایی - آندری کونچالوفسکی
- Série noire - آلن کورنو
- ویکتوریا - بو ویدربرگ
- ویتسک - ورنر هرتسوک

## برندگان
- نخل طلا:

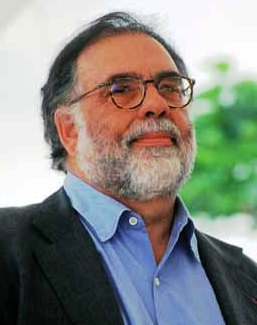
فرانسیس فورد کوپولا، برنده نخل طلا

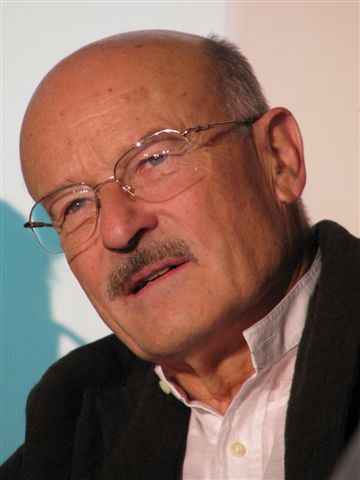
فولکر شلوندورف، برنده نخل طلا

  - اینک آخرالزمان - فرانسیس فورد کوپولا
  - طبل حلبی - فولکر شلوندورف
- جایزه بزرگ: سیبریایی - آندری کونچالوفسکی
- بهترین بازیگر مرد: جک لمون برای سندرم چین
- بهترین بازیگر زن: سالی فیلد برای نورما ری
- برنده مکمل مرد: استفانو مادیا برای Caro papà
- برنده مکمل زن: اوا ماتس برای ویتسک
- بهترین کارگردان: ترنس مالیک برای روزهای بهشت